# 奥格·玻尔
奥格·尼尔斯·玻尔（丹麥語：Aage Niels Bohr，1922年6月19日—2009年9月9日），丹麦核物理学家，因“发现原子核中集体运动和粒子运动之间的联系，并且根据这种联系发展了有关原子核结构的理论”与本·莫特森及利奥·雷恩沃特共同榮獲1975年诺贝尔物理学奖。基于雷恩沃特提出的原子核的不规则形状液滴模型，玻尔与莫特森发展出一套与实验結果高度一致的詳細理论。他与父亲尼尔斯·玻尔是四对同获诺贝尔物理学奖的父子之一。

## 早年
奥格·尼尔斯·玻尔1922年6月19日生于哥本哈根。他的父亲是物理学家尼尔斯·玻尔，母亲是玛格丽特·玻尔，娘家姓内隆德，两人共育有六个儿子，奥格排行第四，长子克里斯蒂安1934年死於船难:204，幼子哈拉尔德因脑膜炎早夭:226, 249，其他的三個兒子中，汉斯成为内科医生，埃里克成为化学工程师，歐内斯特则成为律师，并在1948年代表丹麦参加了伦敦奥运会草地曲棍球项目的比赛。玻尔一家生活在哥本哈根大学的理论物理研究所（现尼尔斯·玻尔研究所）。玻爾在汉斯·克拉默、奥斯卡·克莱因、仁科芳雄、沃尔夫冈·泡利以及维尔纳·海森堡这些与父亲共事的物理学家的陪伴下拉拔长大。1932年，玻爾全家搬入卡尔斯伯格荣誉公寓（丹麥語：Carlsberg Æresbolig）。这所公寓是由嘉士伯酿酒厂继承人卡尔·雅各布森为表彰对科学、文学或是艺术做出杰出贡献的丹麦人而捐资建立的:322–333。
玻尔就读于哥本哈根的索特丹姆学校。在纳粹德国1940年4月占领丹麦之后不久，他进入哥本哈根大学学习物理。那時，他已開始帮助父亲起草回信以及一些普通知識性質的文章，後來又參與譜寫有關在物理学方面工作的文章。1943年9月，玻爾一家得知已被纳粹德国政府判定为犹太人并面临被逮捕的风险。这是由于奥格的祖母，埃伦·阿德勒·玻尔是犹太人。丹麦抵抗组织帮助他们从海路逃到瑞典。:483–4841943年10月，玻尔到达瑞典，后来又乘英国海外航空所属的一架蚊式轰炸机飞抵英国。这种不带武装的高速轰炸机中一部分被改造为小型的用于装载珍贵物资或是重要乘客的运输机。由于飞行速度较快以及飞行高度较高，他们得以穿过当时被德国占领的挪威的上空而不被德国的战斗机骚扰。玻尔当时穿上飞行服，并被装备上了降落伞和氧气面罩，躺在放置在炸弹舱位置的褥垫上在飞机上度过了3个小时。:280
在抵达伦敦后不久，玻尔与一周前飞抵英国的父亲团聚:280。玻尔名义上成为英国科学及工业研究部的初级研究员，實際上充当父亲的私人助理。他们二人参与了英国研制原子弹的军事工程计划，合金管工程。1943年12月30日，他们造访美国。这是他们之后数次美国之旅中的第一次。玻尔的父亲成为了曼哈顿计划的一位顾问。:248–249由于玻尔父亲的名声，官方为他们取了化名。玻尔被稱為詹姆斯·贝克，他的父亲则被稱為尼古拉斯·贝克。:951945年，洛斯阿拉莫斯国家实验室的主任罗伯特·奥本海默邀请他们审阅调制中子起爆器的设计方案。他们认为该方案能行，并打消了恩里科·费米对于其可行性的顾虑。:95这种起爆器在1945年8月用于轰炸广岛和长崎的两颗原子弹中顺利运行:264–265, 308–309, 390–397。

## 物理学领域的研究

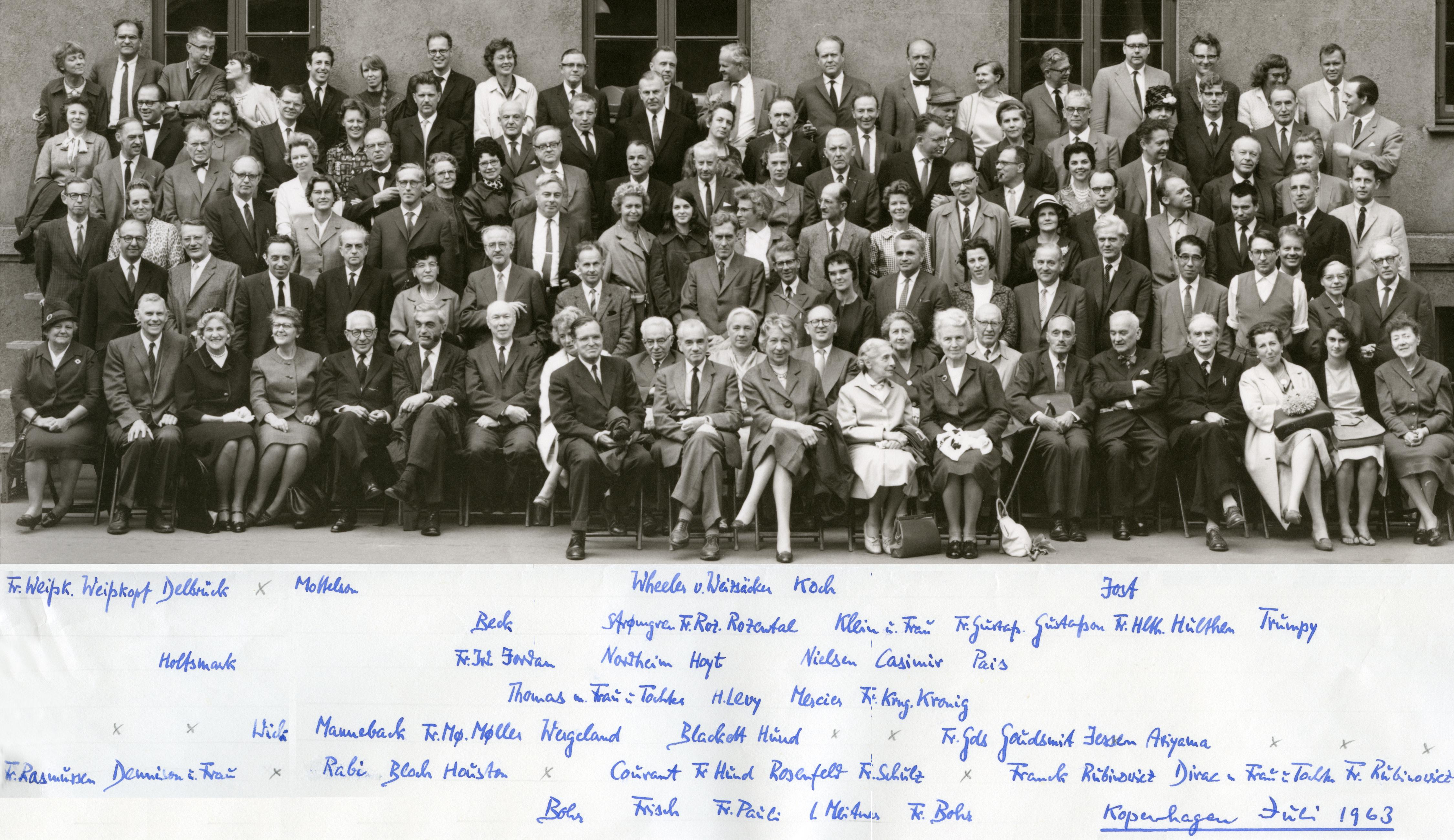
1963年，物理學者在哥本哈根合照，坐在最前排左邊第一位的就是玻爾

1945年8月，随着第二次世界大战告终，玻尔回到丹麦继续先前的大学学业。1946年，他获得了硕士学位，硕士论文研讨的是關於原子停止功方面的問題。1948年初，玻尔任聘为普林斯顿高等研究院的研究员。那年，他与哥伦比亚大学的伊西多·拉比进行了几次学术探讨。拉比当时有关氘的超精细结构的一些新发现引起了玻尔的兴趣。玻尔因此自1949年1月至1950年8月轉任哥伦比亚大学的访问学者。1950年3月11日，玻尔与玛丽埃塔·佐费尔完婚。他们育有三个子女：威廉，托马斯和玛格丽特。
20世纪40年代末，当时通行的原子核模型，如尼尔斯·玻尔等人发展的液滴模型，已经不能解释原子核的一些性质。玛丽亚·格佩特-梅耶等在1949年提出的核壳层模型能够解释其中的一部分，比如幻数的存在。然而有一些性质仍不能得到解释，例如某些原子核的电荷非球对称分布。利奥·雷恩沃特在1950年发表的一篇论文中，提出了原子核液滴模型的一个变版，其可以解释电荷的非球对称分布。在雷恩沃特提出的模型中，原子核被建模為一个里面装有一定数量小球的气球。这些小球会改变气球表面的形状。雷恩沃特与当时造访哥伦比亚大学的玻尔探讨了这一模型。玻尔也独立地想出类似模型，并在雷恩沃特论文发表的一个月后提交了探讨相同问题但方法更具有普遍性的一篇论文。玻尔将原子核设想为一个旋转的不规则几何体，其表面具有某種张力。在1951年发表的一篇论文中，玻尔进一步发展了这一想法，他在其中周全地分析了原子核表面震盪与单一核子运动的联系。
1950年，玻尔回到哥本哈根与本·莫特森合作将理论结果与实验数据进行比较。在自1952年至1953年发表的三篇论文中，玻尔和莫特森展示了他们的理论结果与实验事实的高度一致性，比如一些特定的原子核的能级可以用旋转光谱进行描述。因此使得核壳层模型与雷恩沃特所提出的模型相互符合。他们的这项工作激起了许多新的针对该问题的理论上的以及实验上的研究。玻尔、莫特森以及雷恩沃特“因发现原子核中集体运动和粒子运动之间的联系，并且根据这种联系发展了有关原子核结构的理论”获得了1975年的诺贝尔物理学奖。由于玻尔的父亲1922年曾榮获该奖，因此他们成为目前为止四对同获诺贝尔物理学奖的父子之一。
在完成后来赢得诺贝尔奖的研究后，玻尔1954年获得了由哥本哈根大学授予的博士学位，论文题目为《原子核的旋转态》（Rotational States of Atomic Nuclei）。1956年，玻尔成为哥本哈根大学的一位教授。在他的父亲去世后，玻尔成为了尼尔斯·玻尔研究所主任，并担任该职位至1970年。之后，他仍继续在那里工作，直到1992年退休。自北欧理论物理研究所1957年创建时，玻尔就是其运营委员会的成员，并自1975年至1981年担任其主任。除了获得诺贝尔奖以外，玻尔还获得了丹尼·海涅曼数学物理奖（1960年），原子和平奖（1969年），H.C.奥斯特奖章（1970年），卢瑟福奖章与奖金（1972年），约翰·普赖斯·韦瑟里尔奖章（1974年）以及奥勒·勒默尔奖章（1976年）。玻尔和莫特森之后继续合作，编著了两卷本专著《原子核结构》（Nuclear Structure）。第一卷《单粒子运动》（Single-Particle Motion）1969年出版发行，而第二卷《原子核的变形》（Nuclear Deformations）则在1975年出版发行。
玛丽埃塔1978年10月2日去世。1981年，玻尔与本特·沙夫·梅耶尔结婚。托马斯·玻尔是丹麦技术大学的教授，所研究的领域是流体动力学。奥格·玻尔2009年9月9日在哥本哈根去世。